# Dorfkirche Gusow

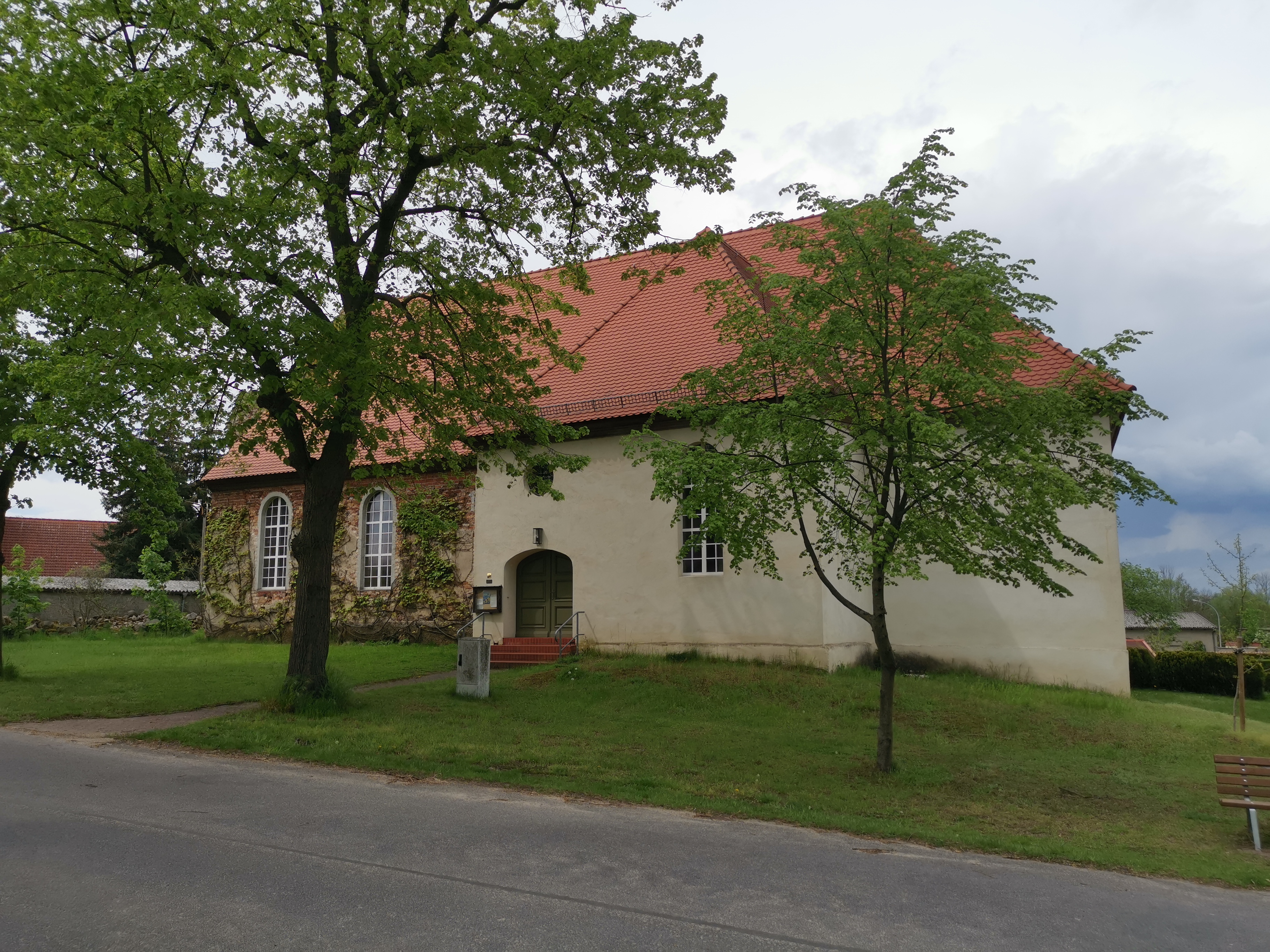
Dorfkirche Gusow

Die evangelische, denkmalgeschützte Dorfkirche Gusow steht in
Gusow, einem Ortsteil der Gemeinde Gusow-Platkow im Landkreis Märkisch-Oderland in Brandenburg. Sie gehört zum Pfarrsprengel Neuhardenberg im Kirchenkreis Oderland-Spree der Evangelischen Kirche Berlin-Brandenburg-schlesische Oberlausitz.

## Beschreibung
Die spätgotische Saalkirche wurde 1666–70 unter Georg von Derfflinger erweitert und renoviert. Sie wurde zum Teil im Zweiten Weltkrieg zerstört, danach wieder aufgebaut und 2000 bis 2003 saniert. Der Kirchturm im Westen aus Feldsteinen ist nur noch als Ruine erhalten.
Unter dem Chor im Osten befindet sich die Gruft der Familie Derfflinger. Theodor Fontane schrieb dazu um 1860: „Eine Falltür führt hinab. Aber sie pflegt sich keinem Besucher mehr zu öffnen. … mit der Zeit wurd es Mode, … die Gruft des alten Feldmarschalls zu besuchen. Eine Mischung von Frivolität und Kuriositätenkrämerei fing an ihr Spiel zu treiben, und eh ein Dutzend Jahre um war, lag der Feldmarschall, wie von Kroaten geplündert, in seinem halb erbrochenen Sarge … So wurde denn der Tote samt der zerbrochenen Sargkiste, darin er lag, in einen schweren Eichensarg gesetzt und der Deckel ein für allemal geschlossen.“
Die Orgel mit sieben Registern auf einem Manual und Pedal wurde 1961 als Opus 1733 von W. Sauer Orgelbau Frankfurt (Oder) gebaut.